# Welcome (Luisiana)
Welcome es un lugar designado por el censo ubicado en la parroquia de St. James en el estado estadounidense de Luisiana. En el Censo de 2010 tenía una población de 800 habitantes y una densidad poblacional de 60,29 personas por km².

## Geografía
Welcome se encuentra ubicado en las coordenadas 30°2′39″N 90°52′50″O / 30.04417, -90.88056. Según la Oficina del Censo de los Estados Unidos, Welcome tiene una superficie total de 13.27 km², de la cual 11.75 km² corresponden a tierra firme y (11.42%) 1.52 km² es agua.

## Demografía
Según el censo de 2010, había 800 personas residiendo en Welcome. La densidad de población era de 60,29 hab./km². De los 800 habitantes, Welcome estaba compuesto por el 4% blancos, el 94.38% eran afroamericanos, el 0.88% eran amerindios, el 0% eran asiáticos, el 0% eran isleños del Pacífico, el 0% eran de otras razas y el 0.75% pertenecían a dos o más razas. Del total de la población el 0% eran hispanos o latinos de cualquier raza.